# ネグリジェ

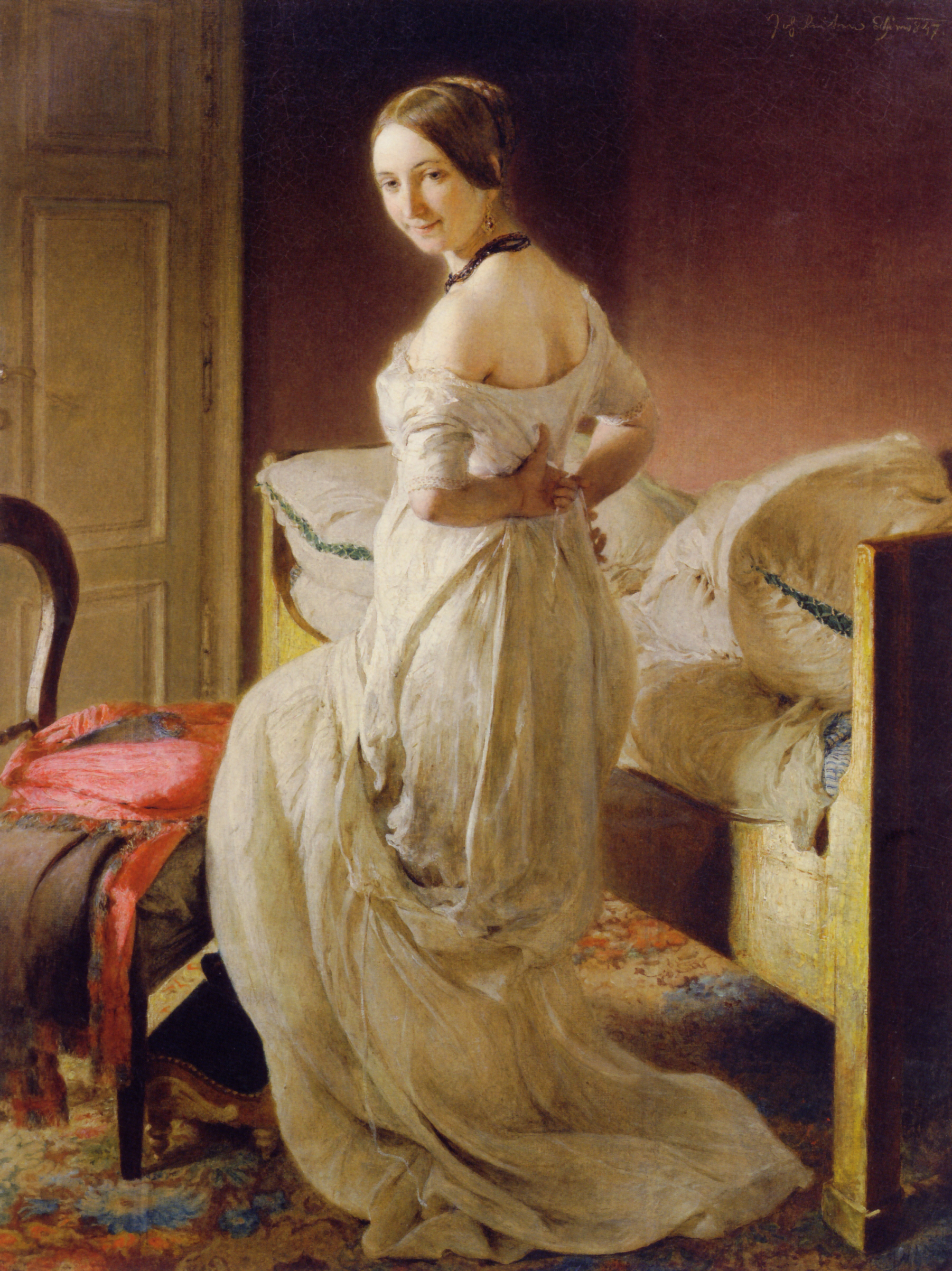
19世紀時代のネグリジェ

ネグリジェ（フランス語: négligée）とは就寝時に着用するワンピース型の寝間着である。フランス語の「かまわない」「気にかけない」という意味の動詞に由来する。
17世紀頃からフランスで使い始められ、17世紀から18世紀には男女問わず着用されていたが、現在では婦人用寝具として使用されている。
柔らかい素材を使い、ゆったりとした形でフリルやレースなどの装飾が付いた優雅なデザインとなっているものが多い。
日本のホテルの寝間着は男女兼用（ユニセックス）である事が一般的であり、浴衣・ローブと並んでワンピースの着衣が使われていることが多い。

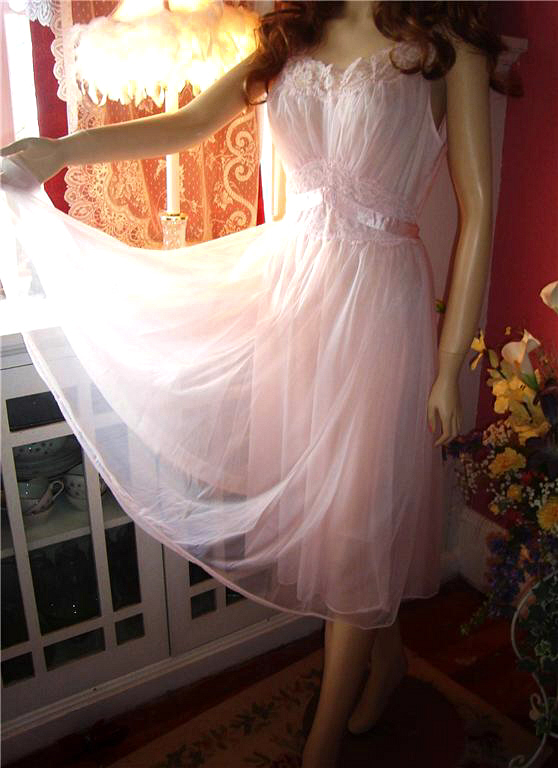
マネキンに着せたもの
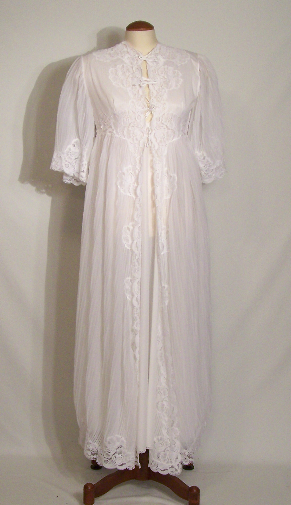
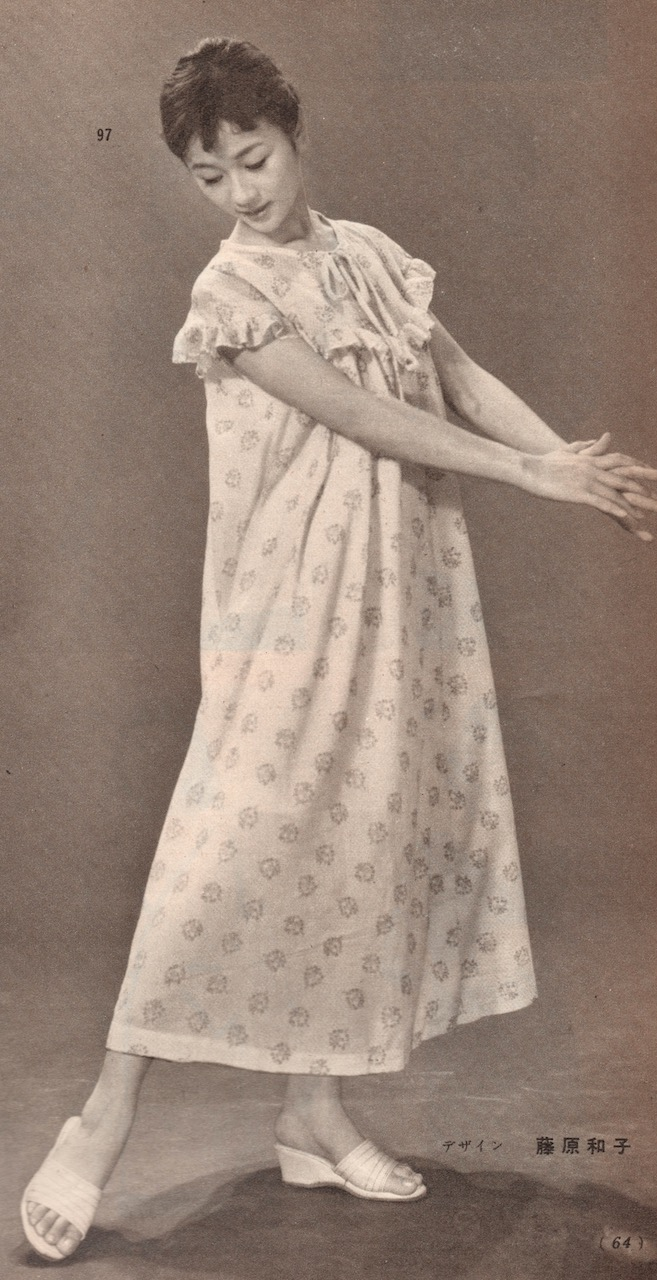
日本の洋裁誌に掲載されたネグリジェ（1957年）